# O čem muži sní (Simpsonovi)
O čem muži sní (v anglickém originále Every Man's Dream) je 1. díl 27. řady (celkem 575.) amerického animovaného seriálu Simpsonovi. Scénář napsal J. Stewart Burns a díl režíroval Matthew Nastuk. V USA měl premiéru dne 27. září 2015 na stanici Fox Broadcasting Company a v Česku byl poprvé vysílán 1. dubna 2016 na stanici Prima Cool.

## Děj
Homer se probudí v elektrárně na poplach a omylem způsobí u svého stolu elektrický výbuch. Během hašení požáru opět usne. Je převezen do Springfieldské všeobecné nemocnice, kde doktor Dlaha zjistí, že Homer trpí narkolepsií, spavou nemocí. Dostane lékařské potvrzení, kterým se omlouvá z plnění každodenních úkolů. Dlaha kontaktuje Marge, aby Homera informovala, že si má koupit léky. Ve frontě v lékárně si Homer stěžuje na čekání a pak usne na podlaze. Později večer se vrací domů bez léků a Marge cítí, že Homer byl venku a pil. Poté, co si Marge na Homera postěžuje, se manželé vydají k terapeutce. Terapeutka říká, že vztah Homera a Marge se rozpadá a že nejlepší možností pro ně je rozchod, který by mohl vést k rozvodu, pokud se situace nezlepší. Marge, frustrovaná spícím Homerem, souhlasí a řekne mu, aby prozatím odešel. Homer si se slzami v očích balí kufry a opouští rodinu, přičemž Marge přiznává, že si není jistá, kdy a zda vůbec mu dovolí se vrátit. Zatímco Homer přespává ve Springfieldské jaderné elektrárně a doufá, že mu Marge brzy odpustí, jako to udělala po předchozích rozchodech, Lenny řekne, že Marge změnila svůj status vztahu na sociálních sítích na „je to komplikované“. Homer pak Marge zavolá a v hlasové schránce zjistí, že se vrátila ke svému dívčímu jménu Bouvierová. 
Po návštěvě Vočka si jde Homer vyzvednout léky a potká lékárnici Candace, která souhlasí, že si s ním vyjde, a později spolu stráví noc. Druhý den ráno se Homer probudí, má obavy o své manželství s Marge a snaží se zavolat domů, aby s ní promluvil. Mluví se Selmou, která mu prozradí, že se Marge chystá na rande. Homer jde s Candace na schůzku s jejími přáteli do kavárny a oba si nechají udělat tetování, které ukazují Vočkovi. Candace chce, aby se Homer seznámil s jejím otcem, a jdou spolu na jídlo. Candacin otec Roger řekne Homerovi, aby si nedělal starosti s věkovým rozdílem mezi ním a Candace, a prozradí, že chodí s mladší ženou. Do restaurace vstoupí Marge, jež je v šoku, když vidí, že je tam Homer, zatímco on a Candace jsou zděšeni, když vidí, že je Rogerova partnerka a že Roger tráví čas s Bartem, Lízou a Maggie. Roger posléze e požádá Marge o ruku a ta souhlasí, že si Rogera vezme, až bude rozvod dokončen. Candace navrhne Homerovi, aby si ji vzal, a prozradí, že čeká jeho dítě. 
V té chvíli se Homer probudí v ordinaci terapeutky a sedí vedle Marge. Homer s úlevou zjistí, že to byl jen sen a že jsou s Marge stále spolu, a řekne terapeutce, že mu neměla navrhovat, aby se s Marge rozešel, ale terapeutka uvede, že jim nic takového neporadila. Homer slíbí, že se bude snažit celý březen chovat slušně, aby se jejich manželství zlepšilo. Do 31. března rodina vidí na Homerovi zlepšení. Líza už jí maso a Maggie už umí mluvit. Zpívá „What a Wonderful World“, přičemž Homer je z toho zmatený a posléze se probudí v baru po boku Candace, která ho praští lahví piva, aby se probral. Homer běží do rodinného domu a vidí, že Roger zaujal Homerovo místo u rodinného stolu. Rodina vypadá šťastně a Homer odchází a vzlyká. Líza vyjde za Homerem, utěšuje ho a oba se obejmou. Roger zavolá Lízu zpátky domů tím, že se zmíní o jejich chystané hře šachů a nakupování poníků, přičemž Líza slíbí Homerovi, že mu o Vánocích napíše na Skype. Homer se následně hlasitě rozpláče. Marge se probudí v posteli vedle chrápajícího Homera a je v šoku, když zjistí, že to byl její sen, a přemýšlí, jestli to znamenalo něco o jejím manželství s Homerem. Navštíví terapeutku, která se s nimi chystá probrat řešení. 
Kamera se rozjede a odhalí tetování celé scény na zádech Hannah Horvathové z Girls. Když se jí milenec zeptá, co tetování znamená, odpoví, že to znamená „nikdy se neopíjej v Brooklynu“.

## Produkce
Ve scéně drogového tripu v epizodě zazní píseň „Big City (Everybody I Know Can be Found Here)“ od britské skupiny Spacemen 3 z roku 1991. Scenárista epizody J. Stewart Burns ji vybral poté, co usoudil, že se do scény hodí, a byl překvapen, že píseň nebyla při střihu nahrazena méně obskurní volbou. Kapela, která často odmítá žádosti o použití své hudby v televizi, se rozhodla žádost schválit, protože měla pocit, že píseň v kontextu scény dobře funguje. Spoluzakladatel a kytarista kapely Peter Kember řekl deníku The Wall Street Journal, že použití písně ve scéně bylo „něco, co je pro mě obvykle vrcholem tvorby Simpsonových. Dokážu si představit, že je to to, o čem lidé v kapelách tajně nebo otevřeně sní. Animace je tak užitečná pro takovéto úseky reality“.
V rozhovoru pro The Hollywood Reporter ze září 2015 se Al Jean k epizodě vyjádřil takto: „Je to taková hloupost. Snažili jsme se dostat k jádru odpovědi na manželské dilema. Manželé a manželky přemýšlejí jinak, manželé a manželky mají třenice – jak to vyřešit? Když se na to přijde, říká to terapeut – a naše odpověď zní: neexistuje žádná odpověď. Neuvědomili jsme si, že to bude mít takovou publicitu, že se Homer a Marge budou rozvádět. Byli jsme si vědomi toho, že jsme natočili řadu vztahových epizod a lidé si řeknou: ‚Ach, už ne další!‘. V manželství se vždycky objeví věci, které jsou podle mě hodné komediální. Ale chtěli jsme si z toho vzít ponaučení: když si myslíte, že to zvládáte, tak se mýlíte. Nikdy bych si netroufl tvrdit, že mám manželství promyšlené.“.

## Přijetí
Epizoda získala rating 1,5 a sledovalo ji celkem 3,28 milionu diváků, čímž se stala nejsledovanějším pořadem stanice Fox té noci.
Dennis Perkins z The A.V. Clubu udělil epizodě známku C− a komentoval ji slovy: „Aby bylo jasno, na žádném z (dějových bodů dílu) není ve své podstatě nic špatného. Problém této katastrofálně nepovedené premiéry řady je v tom, že epizoda zpacká každý z nich a je příkladem současných simpsonovských laxních a cynických tendencí, načež celou věc zahodí sérií rukopisů, které jsou tak povrchní, že činí celý díl nejen důkladně mizerný, ale i zcela bezvýznamný.“.
Jesse Schedeen z IGN dal epizodě známku 4,2 z 10 a řekl: „Možná ještě existují způsoby, jak vytěžit z myšlenky, že Homer pracuje na záchraně svého manželství, ale tohle rozhodně není ten pravý. Tato epizoda nejenže byla zbytečná, ale operovala s chatrnou logikou, většinou ignorovala Marge a zdálo se, že nemá problém s myšlenkou, že se Homer dá dohromady s jinou ženou. A co hůř, na žádném z těchto problémů nakonec ani nezáleželo, protože se to celé ukázalo jako jedna promyšlená, nesmyslná snová sekvence. Jestli je tohle znamení věcí příštích, 27. řady bude dlouhá.“.